# Freisinger Dom
Koordinaten: 48° 23′ 55,8″ N, 11° 44′ 46,9″ O

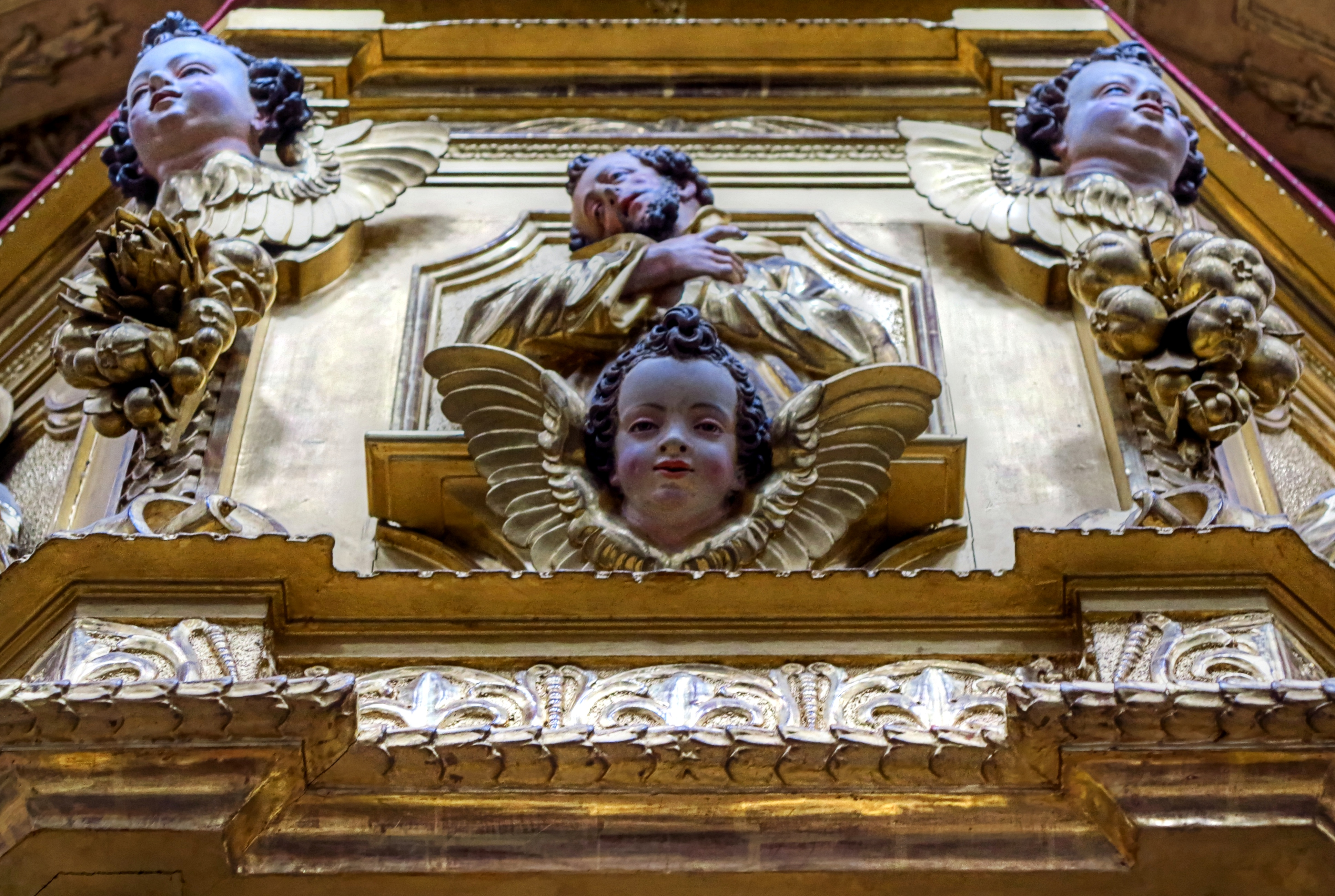
Kanzeldetail

Der Dom St. Maria und St. Korbinian in Freising – oft verkürzt und inoffiziell auch Mariendom genannt – war Kathedralkirche und Bischofssitz des früheren Bistums Freising, bevor es zunächst 1803 aufgehoben und 1821 als Erzbistum München und Freising neu begründet und nach München verlegt worden war. Der dortige Liebfrauendom wurde im Zuge dessen zur Kathedrale erhoben. Auf Betreiben des früheren Erzbischofs von München und Freising und vormaligen Papstes Benedikt XVI., Joseph Kardinal Ratzinger, hat er den Rang einer Konkathedrale. Hier finden die Priesterweihen des heutigen Erzbistums statt. Der zweite Patron der Kirche, der heilige Korbinian, ist auch der Schutzpatron der Stadt Freising und des Erzbistums.

## Geschichte

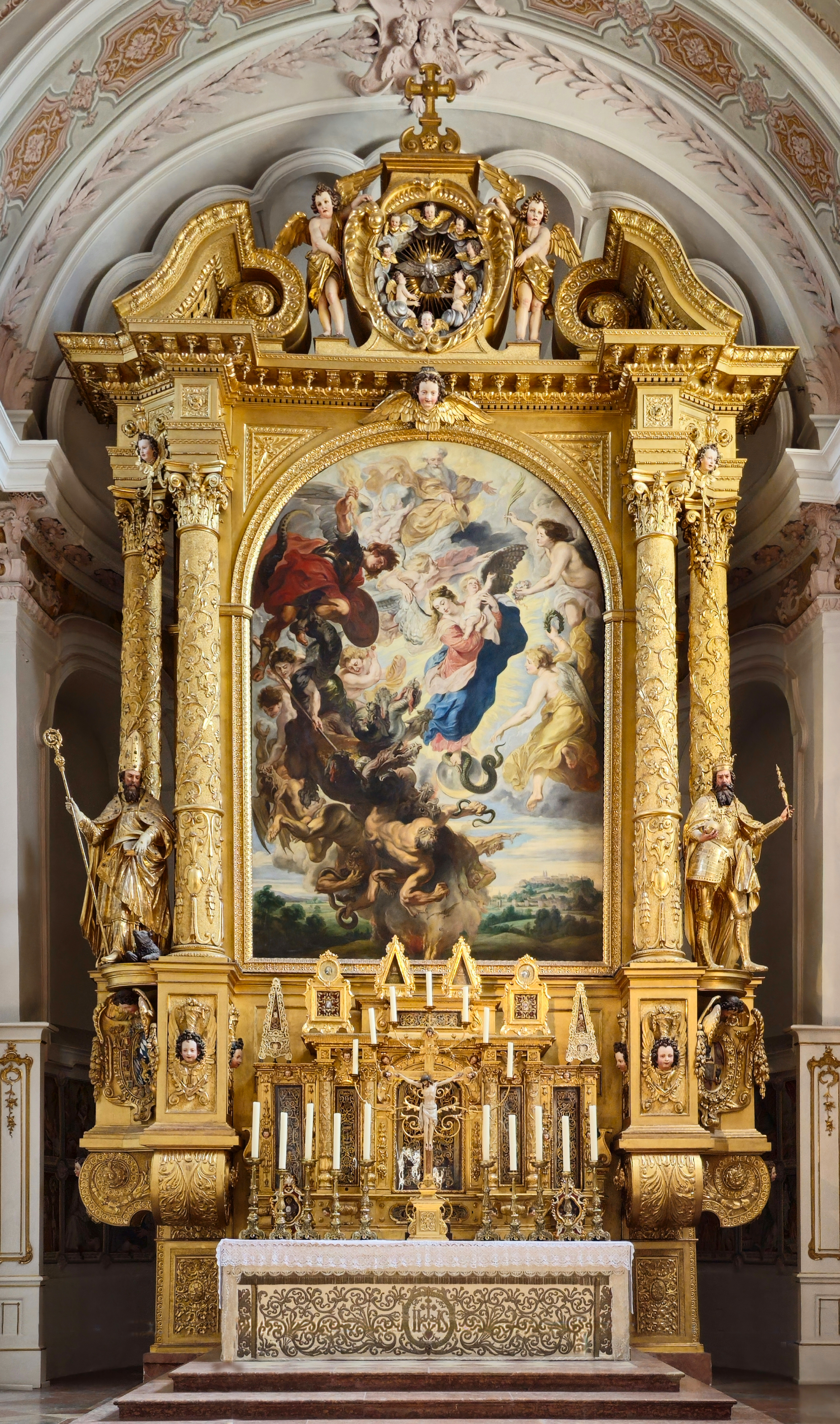
Der neue Hauptaltar von 1625

Bereits um 715 stand auf dem Domberg die erste Marienkirche des heutigen Bistums, die 739 von Bonifatius als Bischofskirche begründet wurde. Um 860 baute Bischof Anno einen neuen dreischiffigen Dom, welcher nach einem Brand im Jahre 903 erneuert wurde. Der heutige (dritte) Dom, ein von außen schlichtes und 78 m langes fünfschiffiges Gebäude mit Doppelturmfassade, ist romanischen Ursprungs und ein Neubau, mit dem im Jahre 1159 begonnen wurde, teilweise unter Verwendung alter Bauteile. Fertigstellung und Weihe 1205. Dieser ersetzte die durch einen verheerenden Brand am 5. April 1159, dem Palmsonntag, zerstörte alte Kirche. Der Dom wurde über die Jahrhunderte mehrfach umgestaltet.

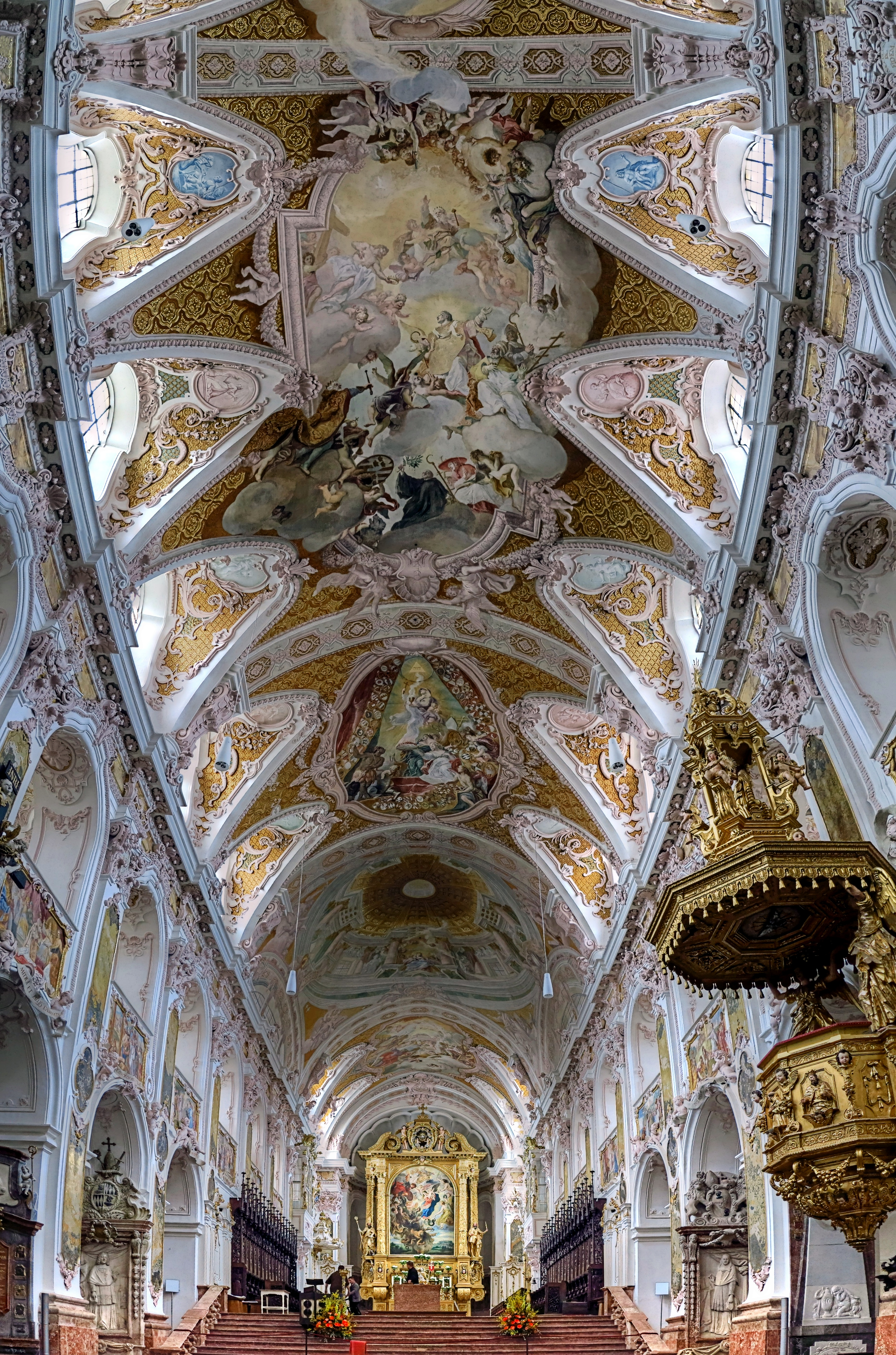
Hauptaltar, Kanzel (rechts) und Deckenfresken

Die ursprünglich romanische hölzerne Flachdecke wurde 1481–1483 durch ein gotisches Gewölbe ersetzt, das noch heute unter der späteren Verkleidung besteht.
Zwischen 1621 und 1630 wurde unter Fürstbischof Veit Adam von Gepeckh der Freisinger Dom umfassend renoviert und neu ausgestattet. Die Pläne lieferte in wesentlichen Anteilen der Hofmaler und Arbeitekt Hans Krumpper aus München; auch die Mitwirkung des Malers Matthias Kager aus Augsburg kann vermutet werden. Im Osten wurde die Apsis umgebaut. Apsis und Chor erhielten neue Fenster, das mittlere Fenster der Romanik wurde zugemauert. Nach Plänen von Hans Krumpper wurde 1625 der neue, vergoldete Hochaltar aufgestellt, der ein Hochaltarbild von Peter Paul Rubens erhielt (heute vor Ort eine Kopie). An den Seitenwänden des Chores wurden zwei Oratorien als Balkone eingebaut und an Stelle des Lettners die breite Treppe eingebaut. Im Mittelschiff wurde die Kanzel aufgestellt, die vermutlich in Augsburg gefertigt wurde. Im Westen wurde nach Plänen von Krumpper um 1623 eine Orgelempore einbaut und die (im Gehäuse) erhaltene Orgel 1624 aufgestellt. Weitere Ausstattungsstücke wie der Elisabethaltar im südlichen Seitenschiff stammen aus dieser Kampagne.
Die für das 1000-Jahr-Jubiläum begonnene Renovierung führte zur heutigen reichgeschmückten Rokoko-Form, in nicht ganz eineinhalb Jahren um 1724 durch die Gebrüder Cosmas Damian und Egid Quirin Asam. geschaffen. Die Brüder Asam orientierten sich bei der Wahl der Farben für Fresken und Stuck an den Farben des Hochaltargemäldes, so dass der Eindruck des Raumes ein harmonisches Gesamtbild hinterlässt.
In den 1920er-Jahren wurden die Fresken durch Renovierungsarbeiten teilweise übermalt. Diese Farbe fügte zusammen mit Feuchtigkeit den Fresken schwere Schäden zu. Die Schicht wurde daher bei der letzten Gesamtrenovierung (2006) chemisch entfernt.
Papst Benedikt XVI. studierte von 1946 bis 1951 als Joseph Ratzinger auf dem Domberg Theologie, wurde (zusammen mit seinem Bruder Georg) in der Domkirche zum Priester geweiht und war später als Theologieprofessor in Freising tätig. Am 14. September 2006 besuchte der Papst Freising am Ende seiner Bayern-Reise und traf sich im Dom mit dem Klerus.

## Außenbau
Die Türme wurden aus Backstein und teilweise aus Tuff errichtet. Der Nordturm ist im Unterschied zum Südturm durch zwei leichte Absätze, die vom Abschlagen der romanischen Gliederungen herrühren, verjüngt. Sein spindelförmiger Aufgang ist original. Reste romanischer Bogenfriese und Lisenen wurden nachgewiesen. Sie wurden 1724 beseitigt, als die Türme bemalt wurden. Bezüglich der absoluten Höhe über dem Meeresspiegel (und mit nur wenigen Metern Unterschied) sind die Domtürme mit einer Höhe von 56 Metern und ihrer Lage auf dem Domberg nach dem neuen Sendeturm am Waldfriedhof und dem Wasserturm auf dem Wehrberg, aber noch vor den Wassertürmen der Brauerei Weihenstephan und dem 84 Meter hohen Turm der Stadtpfarrkirche St. Georg, das dritthöchste Bauwerk der Stadt Freising.

## Ausstattung

### Vorhalle
Das schmalgliedrige Außenportal (1681) mit der Nischenfigur des heiligen Korbinian ist eine schöne Salzburger Steinmetz- und Steinbildhauerarbeit aus rotem Adneter Marmor, einem Kalkstein. Die seitlichen Gewölbe der dreiteiligen Vorhalle stammen aus entwickelter Frühgotik (1314). Am linken Seitenaltar das Gemälde von Johann Andreas Wolff „Die Enthauptung der hl. Katharina“, um 1699/1700.
Unter dem spätgotischen Netzgewölbe des Mittelschiffes von 1483 steht das mächtige romanische Hauptportal des Vorgängerbaus (vor 1190 entstanden). Auf dem Hauptportal sind beim Wiederaufbau von 1159 Steinplastiken angebracht worden. Die Figur links wurden traditionell mit Friedrich I. Barbarossa, dem Kaiser des Heiligen Römischen Reiches, und mit dem Freisinger Bischof und Geschichtsschreiber Otto von Freising (seinem Onkel) identifiziert; diese Identifizierung könnte jedoch eine barocke Neuerung sein. Die rechte Figur wird heute von einer barocken Inschrift als Friedrichs Ehefrau Beatrix von Burgund ausgewiesen, dürfte jedoch ebenfalls original anders konzipiert gewesen sein. Für die Beteiligung Kaiser Barbarossas am Wiederaufbau nach dem Brand von 1159 gibt es jedenfalls keine zeitgenössischen Belege. Unterhalb der Darstellung von Beatrix ist eine Kröte zu sehen, in der man seit dem 19. Jahrhundert gerne ein Fruchtbarkeitssymbol, das für reichen Kindersegen sorgen sollte, erkennen wollte; die Kröte ist jedoch im Mittelalter ein negatives Symbol. Das spricht gegen eine ursprüngliche Identifizierung der Portalfigur darüber als Beatrix von Burgund. Wahrscheinlich handelte es sich ursprünglich um eine Darstellung von König Salomo links und der Königin von Saba rechts, die dann nach einer durch den Einbau der Orgelempore notwendig gewordenen Neugestaltung des romanischen Portals auf Friedrich Barbarossa und Beatrix zurückbezogen wurde, was durch die geschickte Zufügung der Inschriften erfolgte.

### Hochaltar

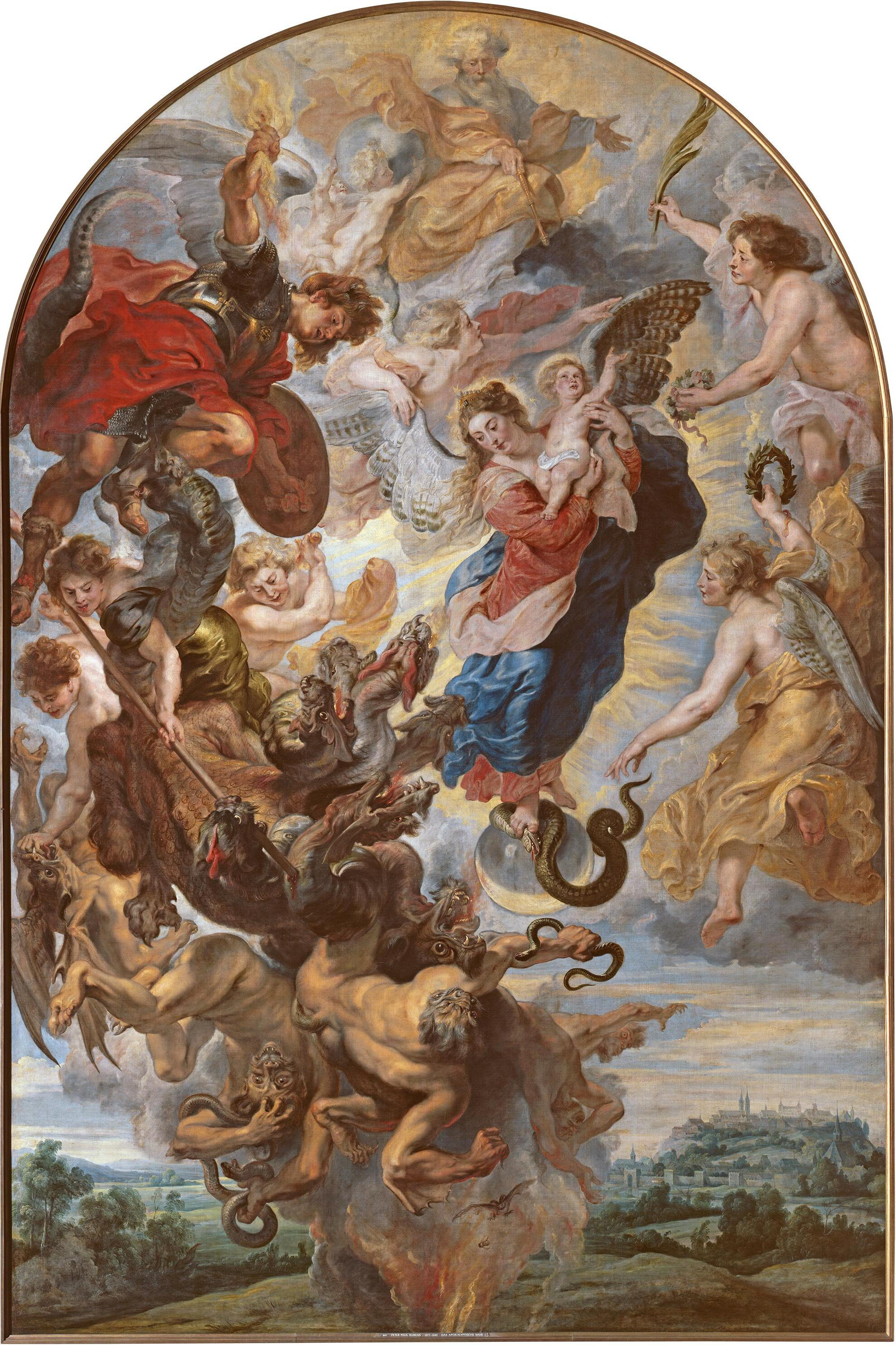
Das apokalyptische Weib von Peter Paul Rubens; Altarbild, dessen Original heute in der Alten Pinakothek in München ausgestellt ist.

Der jetzige Hochaltar wurde 1625 nach Plänen von Hans Krumpper geschaffen, wobei Philipp Dirr die Figuren nach Entwürfen von Krumpper schnitzte.  Er ersetzt den älteren gotischen Hochaltar. Der Künstler Peter Paul Rubens schuf in den Jahren 1623 bis 1625 das Hochaltarbild, welches Das apokalyptische Weib darstellt, 1926 aber durch eine Kopie von Emil Böhm ersetzt wurde. Das Originalgemälde befindet sich in der Münchener Pinakothek. Auf dem Hochaltarbild sieht man einen gewaltigen Sturm von Farbe und Bewegung. In der Mitte eine Frau (Maria), die ruhig den wilden Kampf des Erzengels Michael mit dem Teufel in der schwarzen Unheilswolke geschehen lässt. Nur ihr Kleid flattert ein wenig. Mit dem zartesten Druck ihres Fußes kann sie die Schlange des Bösen festhalten. Die rechte Seite ist faszinierend hell erleuchtet. Von der hellen Seite aus jubeln ihr Engel zu. Mit mütterlichem Stolz trägt sie ihr Kind, den Erlöser der Welt, dem himmlischen Vater entgegen. Am unteren rechten Bildrand ist außerdem der Freisinger Domberg zu sehen.
Flankiert wird der Hochaltar von den von Dirr geschnitzten Statuen, die die Heiligen Korbinian (links mit dem Bären) und Sigismund darstellen. Sigismund ist der dritte Patron der Freisinger Bischofskirche.
Für den Hochaltar wurde – wie im Barock üblich – vom Konzil von Trient (1545–63) ausgehend auf das im Mittelalter übliche Sakramentshäuschen (oder -nische) verzichtet und ein Tabernakel in den Hochaltar selbst aufgenommen. Dieses stellt jedoch insofern eine kunsthistorische Besonderheit dar, als die entsprechende Weisung des Tridentinums für Bischofskirchen nicht galt.

### Chorgestühl
Der Dom besitzt ein gotisches Chorgestühl von 1488 mit der Bischofsreihe aus dem Jahr 724. Jedes Feld besitzt einen anderen Rückwandschmuck.

### Seitenschiffe

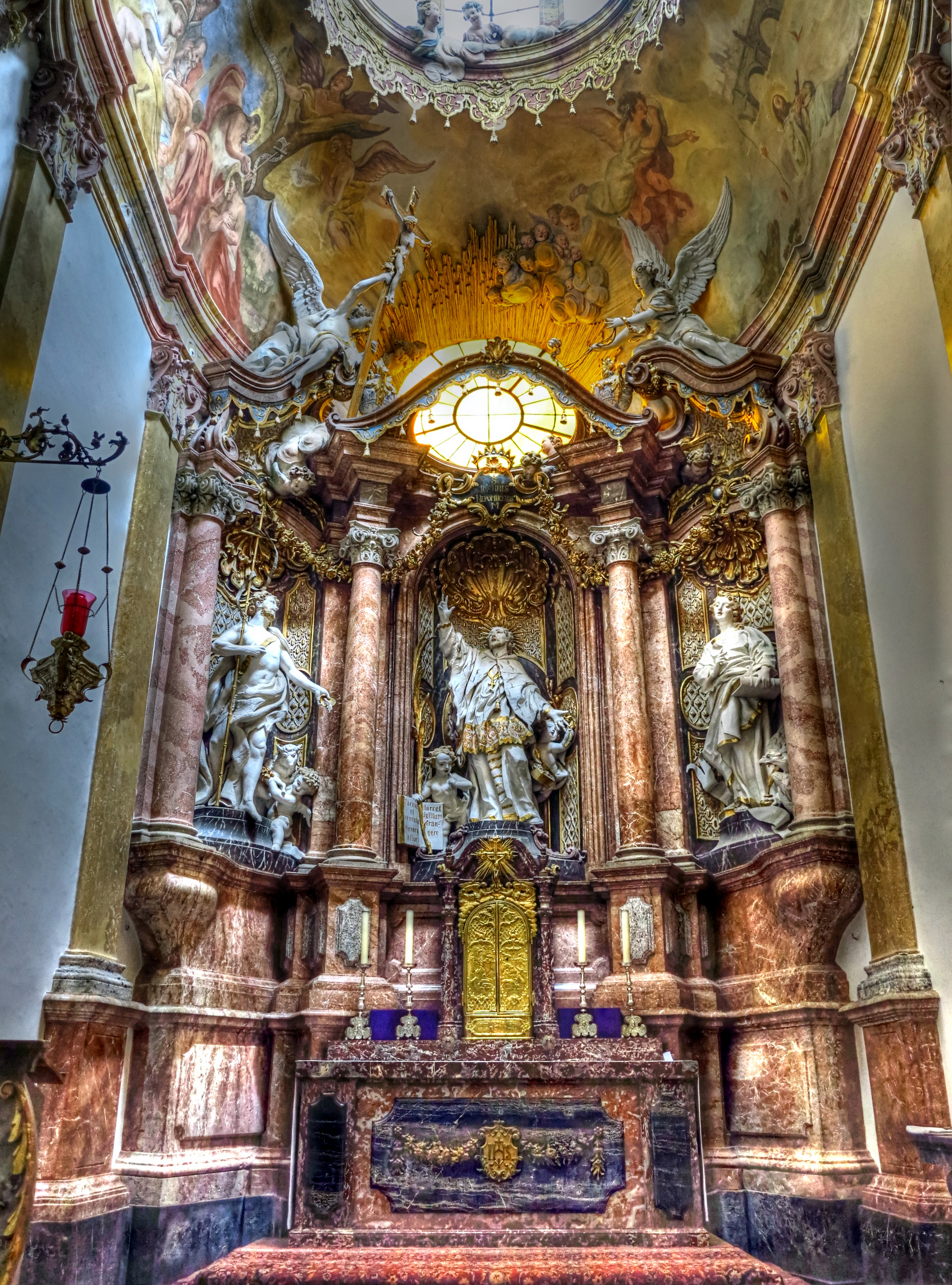
Johanni-Kapelle

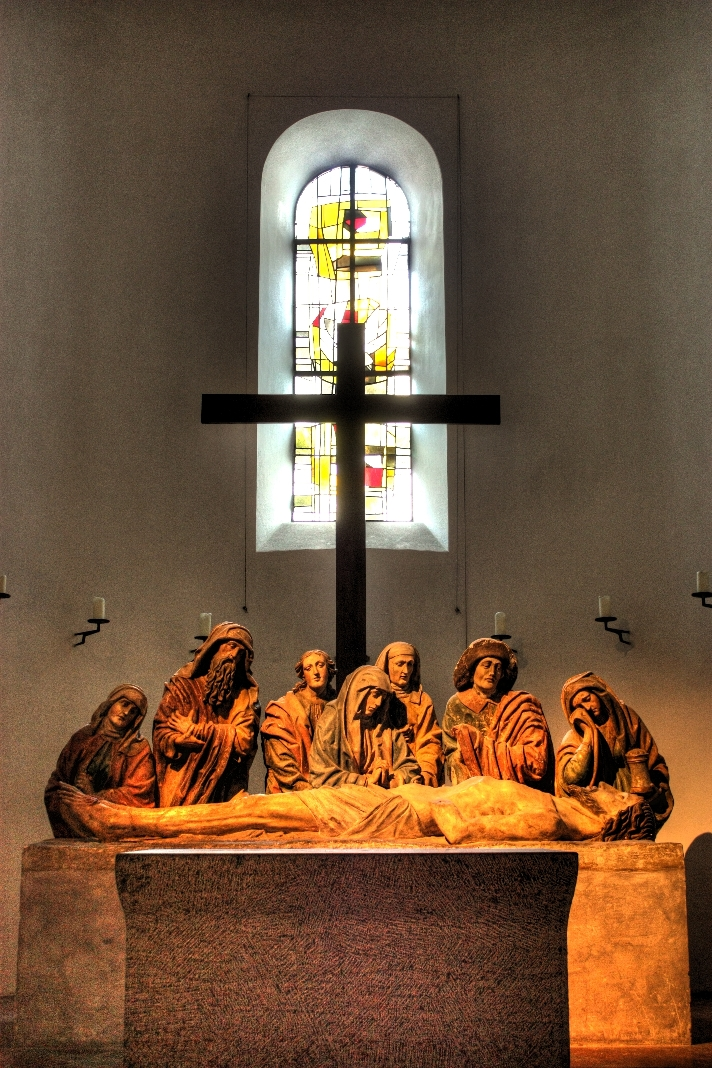
Seitenaltar II

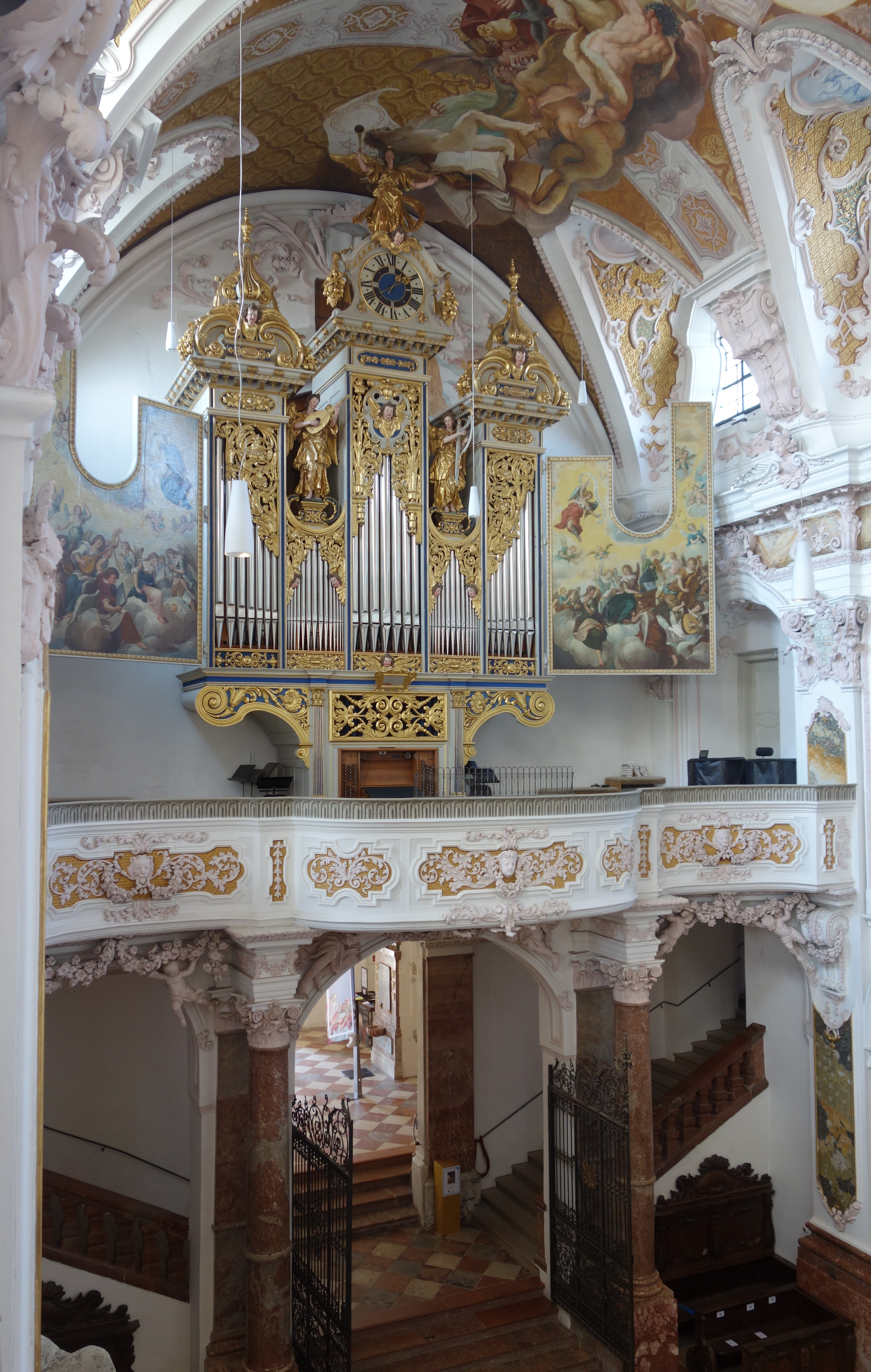
Orgelempore

Die Kirche ist heute fünfschiffig ausgeführt. Im nördlichen Bereich (inneres Seitenschiff, im Osten) ist die Sakramentskapelle mit der Beweinungsgruppe von Erasmus Grasser, geschaffen 1492 (Seitenaltar II). Im nördlichen äußeren Seitenschiff (östlicher Abschluss) ein Altargemälde von Peter Candid, 1626, „Maria besucht ihre Base Elisabeth“. In der südlichen Seitenschiffapsis befindet sich die Johann-Nepomuk-Kapelle (Seitenaltar I). Egid Quirin Asam gestaltete sie in den Jahren 1737 und 1738 im Stile des italienischen Spätbarocks. Die drei Stuckfiguren auf dem Altar stellen die drei heiligen Johannes (den Täufer, den Evangelisten und Johannes Nepomuk) dar. Daher auch die volkstümliche Bezeichnung Johannikapelle. Die beiden äußeren Seitenschiffe haben sich aus kleinen Nebenkapellen (14. und 15. Jahrhundert) entwickelt, die nach und nach an die Kirche angebaut wurden. Zwischen den äußeren und inneren Seitenschiffen ziehen sich prächtige schmiedeeiserne Ziergitter entlang. Die vergoldeten Gitter sind reich verziert, es sind Freisinger Arbeiten um 1630.

### Orgel
Konstruiert wurde das Orgelwerk gemäß Forschungsergebnissen aus dem Jahr 2015 von dem Orgelbauer Daniel Hayl d. J. im Jahr 1623. Die künstlerische Gestaltung der Orgel und ihres Figurenschmucks folgt wahrscheinlich Entwürfen von Hans Krumpper; die Ausführung der Figuren übernahm Philipp Dirr.  Lediglich das 1624 vollendete Gehäuse der Orgel ist erhalten geblieben.
Die Orgel kann mit zwei bebilderten Flügeltüren verschlossen werden, mittig ist an der obersten Stelle eine Uhr mit römischem Zifferblatt zu sehen. Auf den Flügeln ist innen ein Engelskonzert und außen die Verkündigung des Herrn dargestellt. Das jetzige Orgelwerk wurde 1978–1980 von der Firma Winfried Albiez in Lindau neu geschaffen und umfasst bei drei Manualen 52 Register. Sie hat folgende Disposition:
| I Hauptwerk C–a3 |                   |       |
| 1.               | Prästant          | 16′   |
| 2.               | Principal         | 8′    |
| 3.               | Großgedeckt       | 8′    |
| 4.               | Gambe             | 8′    |
| 5.               | Oktav             | 4′    |
| 6.               | Hohlflöte         | 4′    |
| 7.               | Quinte            | 2 ⁄3′ |
| 8.               | Superoctav        | 2′    |
| 9.               | Flöte             | 2′    |
| 10.              | Mixtur V          |       |
| 11.              | Scharff III       |       |
| 12.              | Cornett V (ab f0) |       |
| 13.              | Trompete          | 16′   |
| 14.              | Trompete          | 8′    |

| II Schwellwerk C–a3 |                   |        |
| 15.                 | Bourdon           | 16′    |
| 16.                 | Harfenprincipal   | 8′     |
| 17.                 | Koppelflöte       | 8′     |
| 18.                 | Salicional        | 8′     |
| 19.                 | Schwebung (ab c0) | 8′     |
| 20.                 | Prinzipal         | 4′     |
| 21.                 | Blockflöte        | 4′     |
| 22.                 | Viola             | 4′     |
| 23.                 | Nasat             | 2 ⁄3′  |
| 24.                 | Waldflöte         | 2′     |
| 25.                 | Terz              | 1 3⁄5′ |
| 26.                 | Sifflöte          | 1 ⁄3′  |
| 27.                 | Plein jeu IV–V    |        |
| 28.                 | Carillon II–III   |        |
| 29.                 | Fagott            | 16′    |
| 30.                 | Oboe              | 8′     |
| 31.                 | Clairon           | 4′     |
| 32.                 | Vox humana        | 8′     |
|                     | Tremulant         |        |

| III Brustwerk C–a3 |               |     |
| 33.                | Gedeckt       | 8′  |
| 34.                | Quintade      | 8′  |
| 35.                | Rohrflöte     | 4′  |
| 36.                | Spitzflöte    | 4′  |
| 37.                | Principal     | 2′  |
| 38.                | Sifflöte      | 1′  |
| 39.                | Terzian II    |     |
| 40.                | Cymbel III–IV |     |
| 41.                | Rankett       | 16′ |
| 42.                | Musette       | 8′  |
|                    | Tremulant     |     |

| Pedal C–f1 |               |         |
| 43.        | Principalbass | 16′     |
| 44.        | Subbass       | 16′     |
| 45.        | Quintbass     | 10 2⁄3′ |
| 46.        | Oktav         | 8′      |
| 47.        | Spillpfeife   | 8′      |
| 48.        | Chorflöte     | 4′      |
| 49.        | Mixtur V      |         |
| 50.        | Posaune       | 16′     |
| 51.        | Trompete      | 8′      |
| 52.        | Schalmei      | 4′      |

- Koppeln: II/I, III/I, III/II, I/P, II/P, III/P
- Spielhilfen: Setzer, Sequenzer

Anmerkungen:
1. ↑  Durch einen Schieberegler am Spieltisch schwellbar

### Krypta

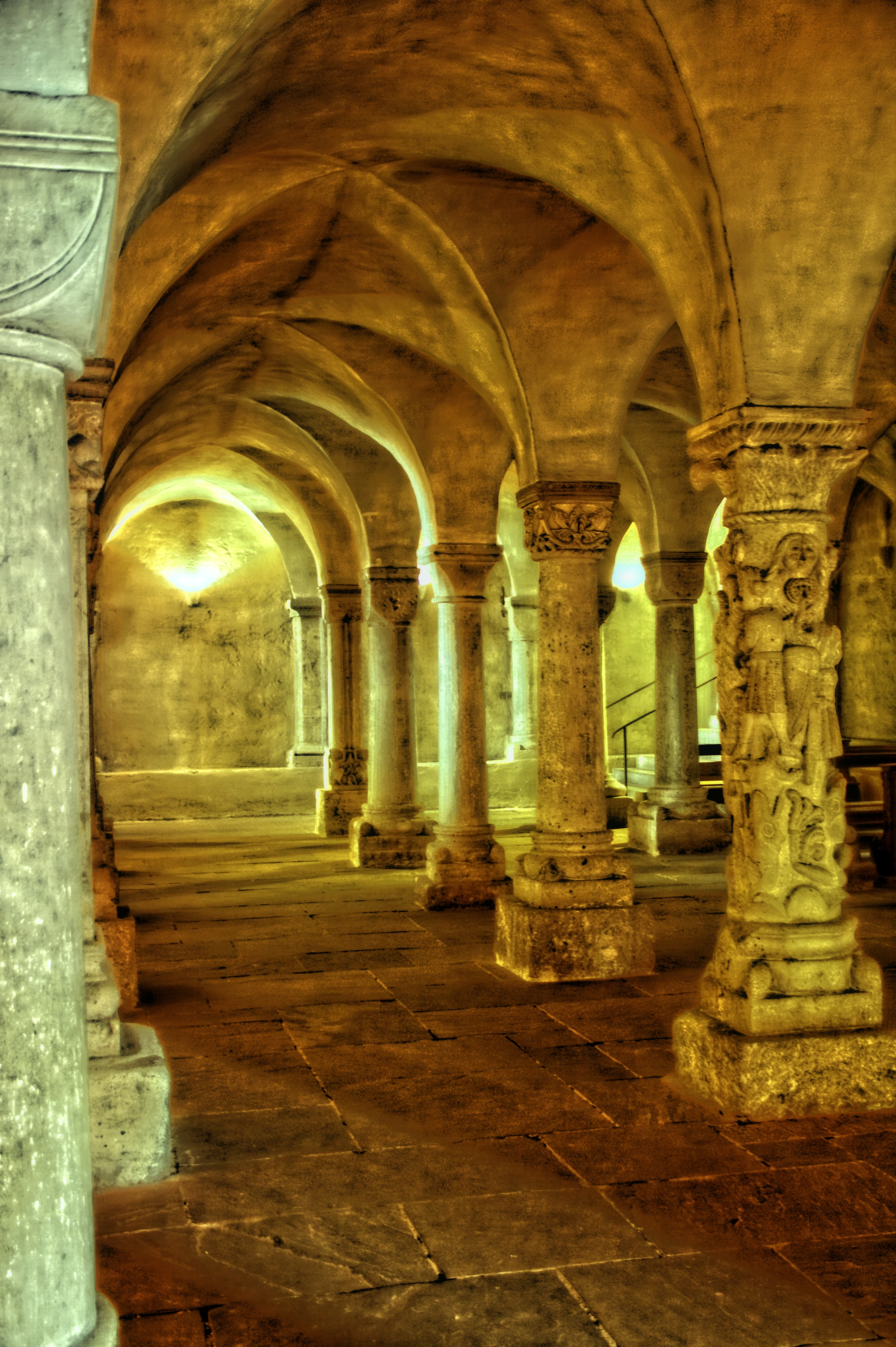
Blick in die Krypta, rechts die Bestiensäule.

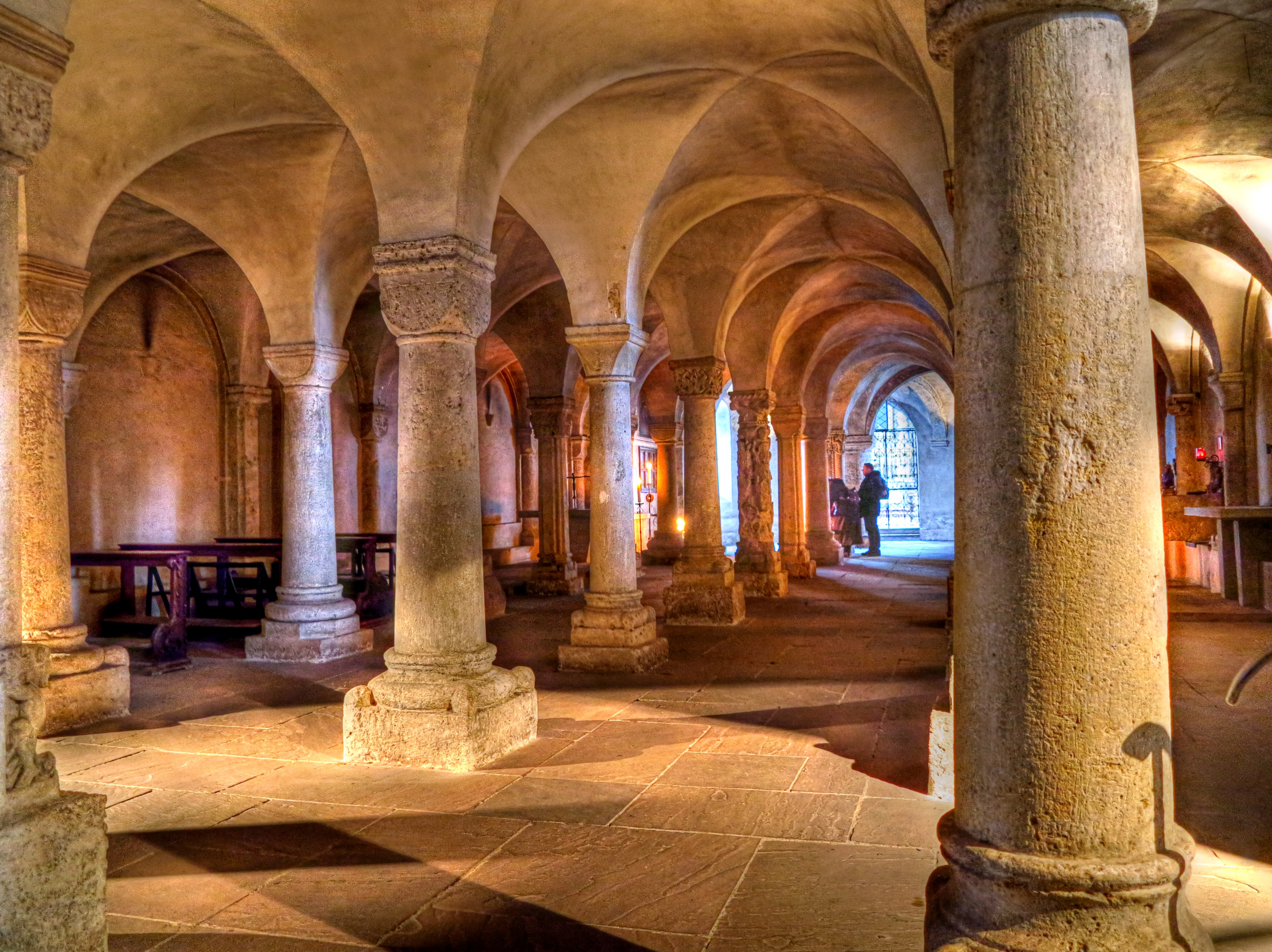
Mittlere Säulenreihe der Krypta

Der Neubau des Domes begann mit dem Bau einer romanischen, vierschiffigen Krypta, die von besonderer Bedeutung ist. Diese war vermutlich am 2. September 1161 bereits fertiggestellt, als im Beisein von Erzbischof Eberhard von Salzburg die Reliquien des heiligen Nonnosus in ihr beigesetzt wurden.
Das Gewölbe der Krypta ist Joch für Joch durchgewölbt und stützt sich auf drei mal acht Säulen und zwei mal acht Halbsäulen, wobei sich das Gewicht völlig gleichmäßig verteilt.
Alle Säulen und Kapitelle der Krypta sind individuell gestaltet. In der Mitte der Krypta, gleichsam als Mittelsäule, steht die Bestiensäule aus dem 12. Jahrhundert, die einzige ihrer Art in Deutschland.
In der Krypta ist der Korbiniansschrein aus dem 19. Jahrhundert ausgestellt, in dem die Reliquien des Hl. Korbinian aufbewahrt werden. Außerdem liegt dort der heilige Lantpert begraben.

### Maximilianskapelle
Die achteckige Maximilianskapelle wurde durch Giovanni Antonio Viscardi 1710 östlich an die Krypta als Erweiterung angebaut. Stuck von Nikolaus Liechtenfurtner, Deckenbilder von Hans Georg Asam. Unter den Nischen Wandgemälde 1772 von Johann Baptist Deyrer. Das Altarretabel entwarf Johann Andreas Wolff. Die Kapelle beherbergt außerdem ein kleines von Friedrich Kardinal Wetter gestiftetes Reliquiar, mit einer Reliquie des Seligen Kaspar Stangassinger.

### Kreuzgang
Unmittelbar östlich des Domes schließt sich der gotische Kreuzgang an; im 15. Jahrhundert neu angelegt und 1716 Stuckarbeiten von Johann Baptist Zimmermann. In seinem nordöstlichen Teil führt der Kreuzgang durch die Benediktuskirche (14. Jh.), im Süden liegt über dem Kreuzgang der Barocksaal der Dombibliothek (1732).

### Glocken
Hauptartikel: Freisinger Domglocken
Die elf Glocken des Freisinger Domes wurden in der Renaissance- und Barockzeit sowie im Jahre 2007 gegossen. Das Freisinger Domgeläut ist einzigartig und stellt ein internationales Kulturobjekt erster Ordnung dar.

## Fotos

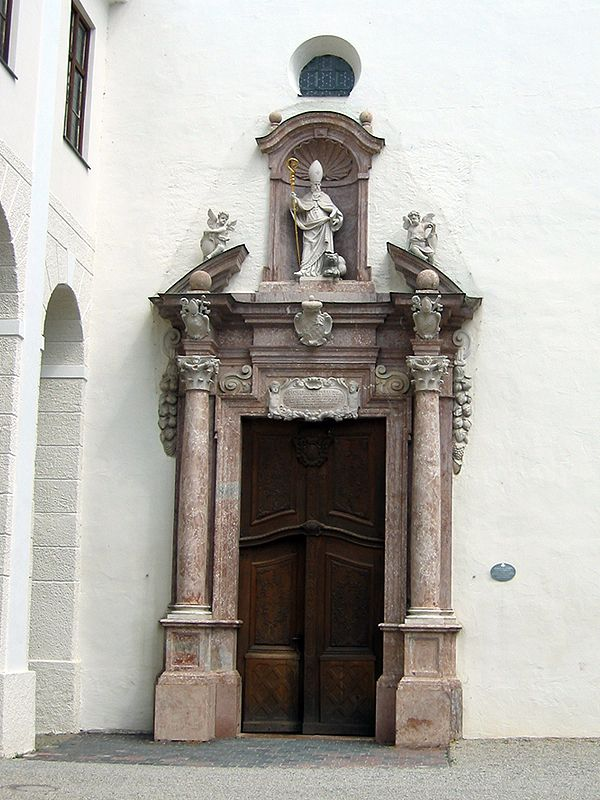
Außenportal aus Adneter Marmor.
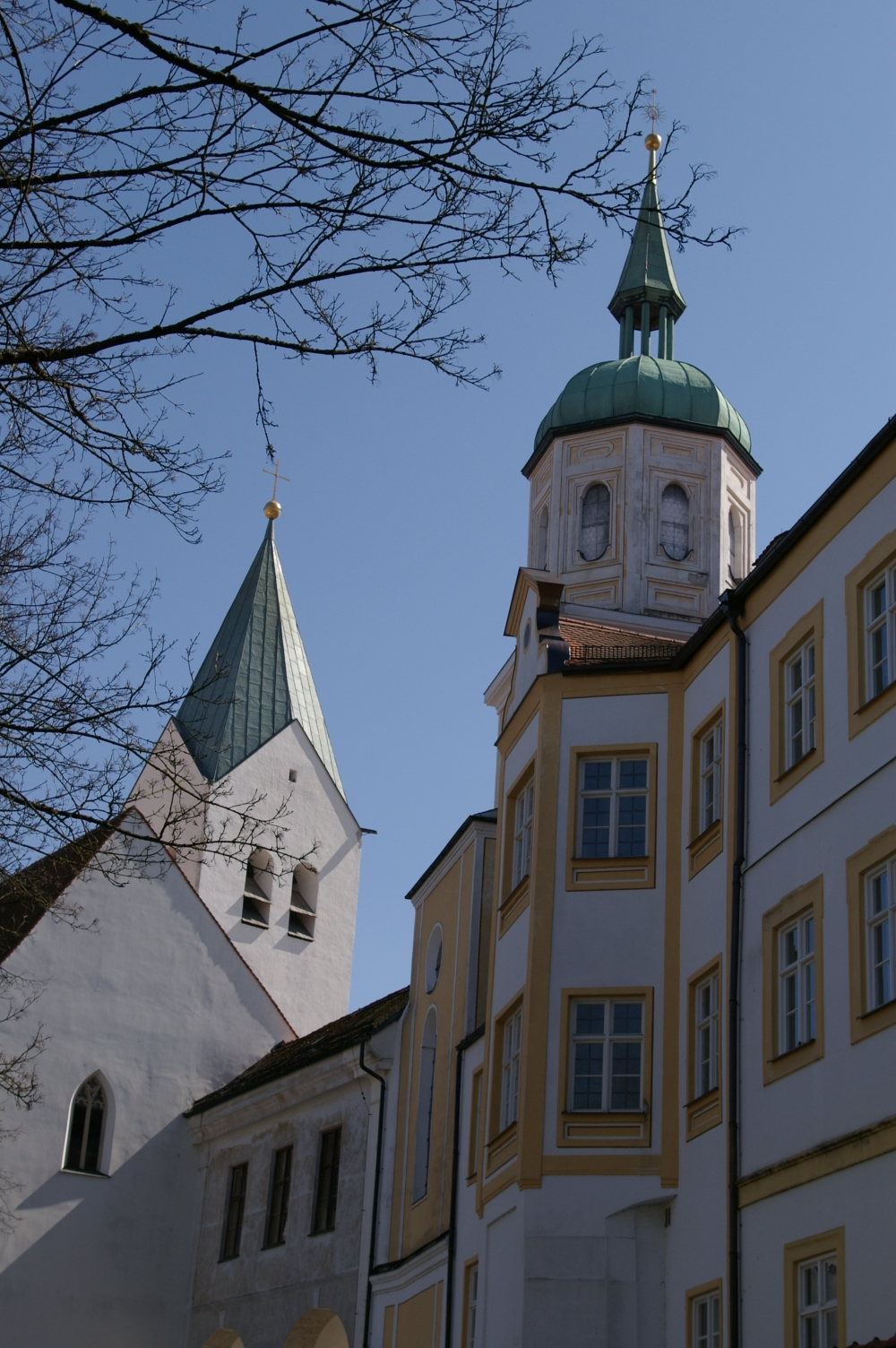
Auf dem Domberg, Blick auf den Nordturm
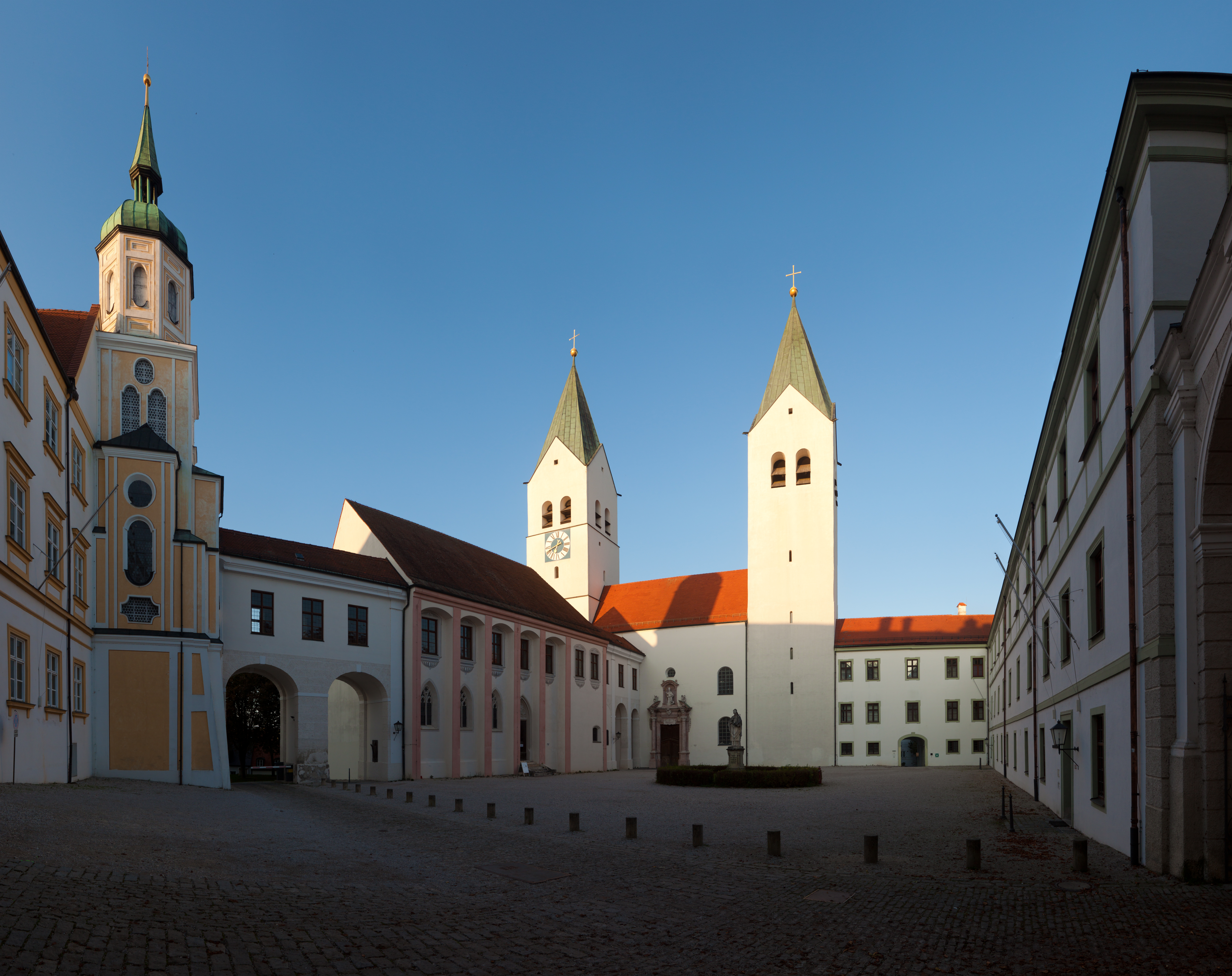
Überblick: Innenhof des Dombergs mit Sicht auf das Hauptportal des Doms
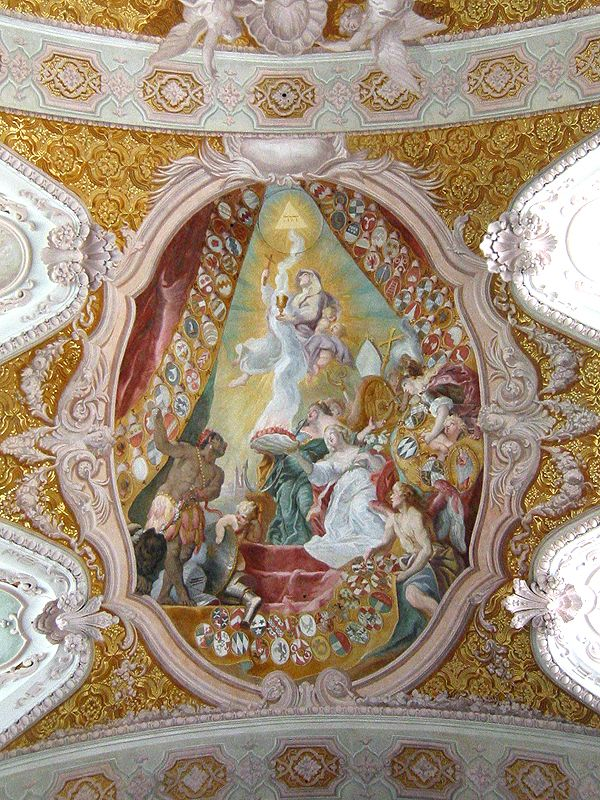
Deckenfresken
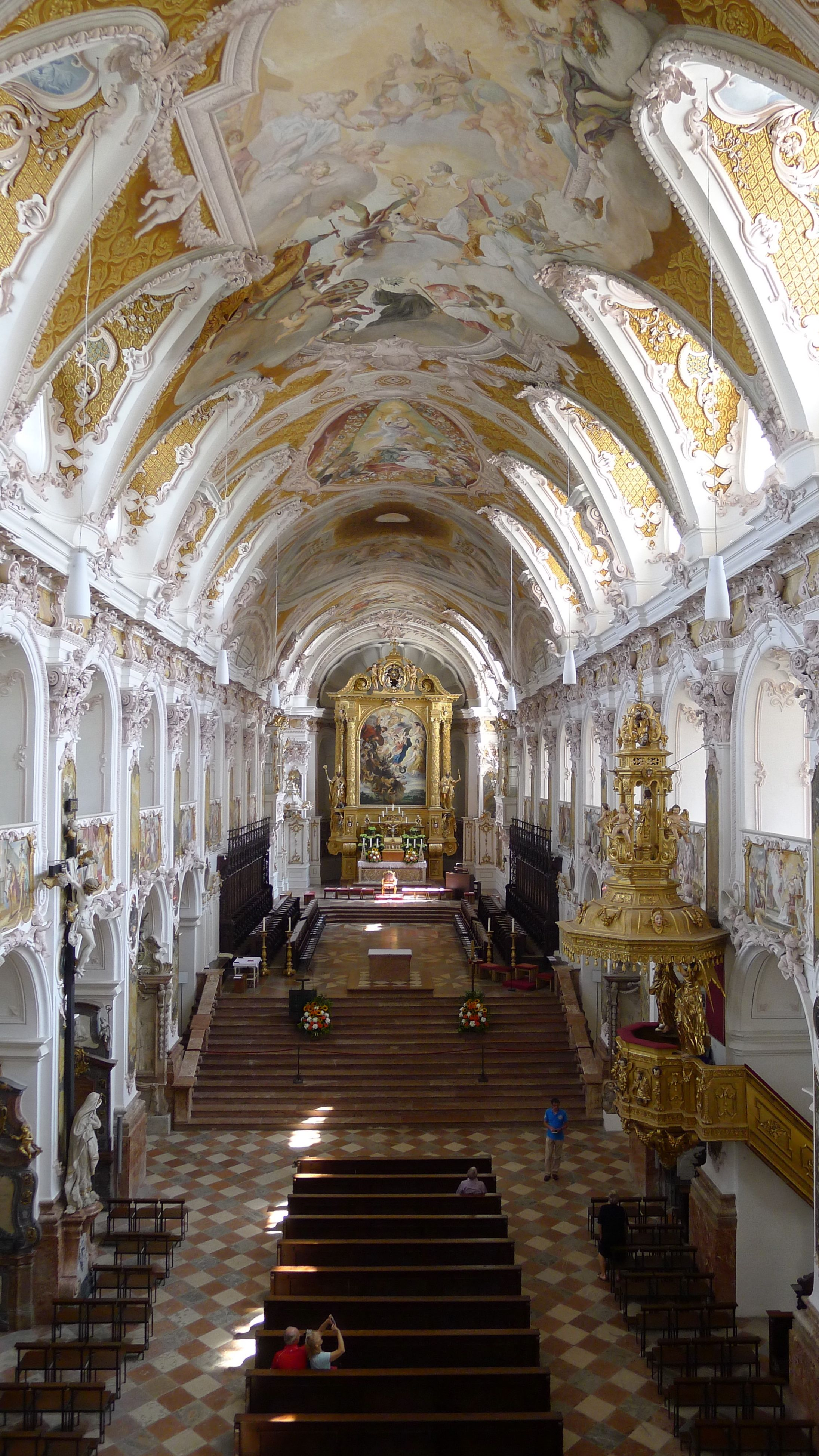
Blick von der Orgel in das Kirchenhauptschiff
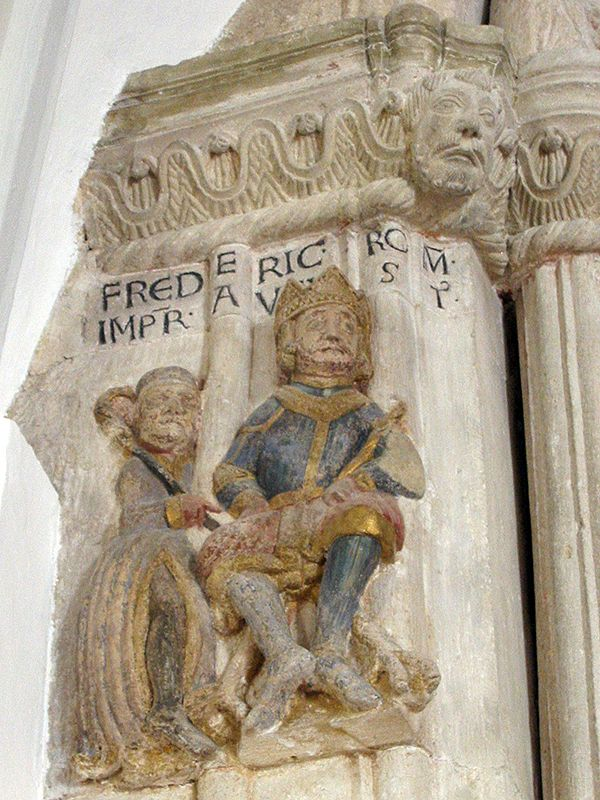
Friedrich I. Barbarossa
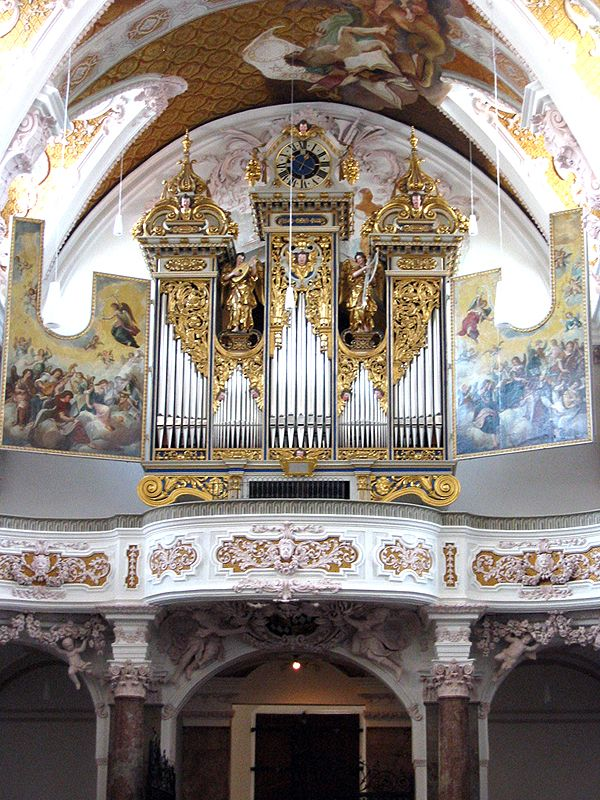
Orgelprospekt
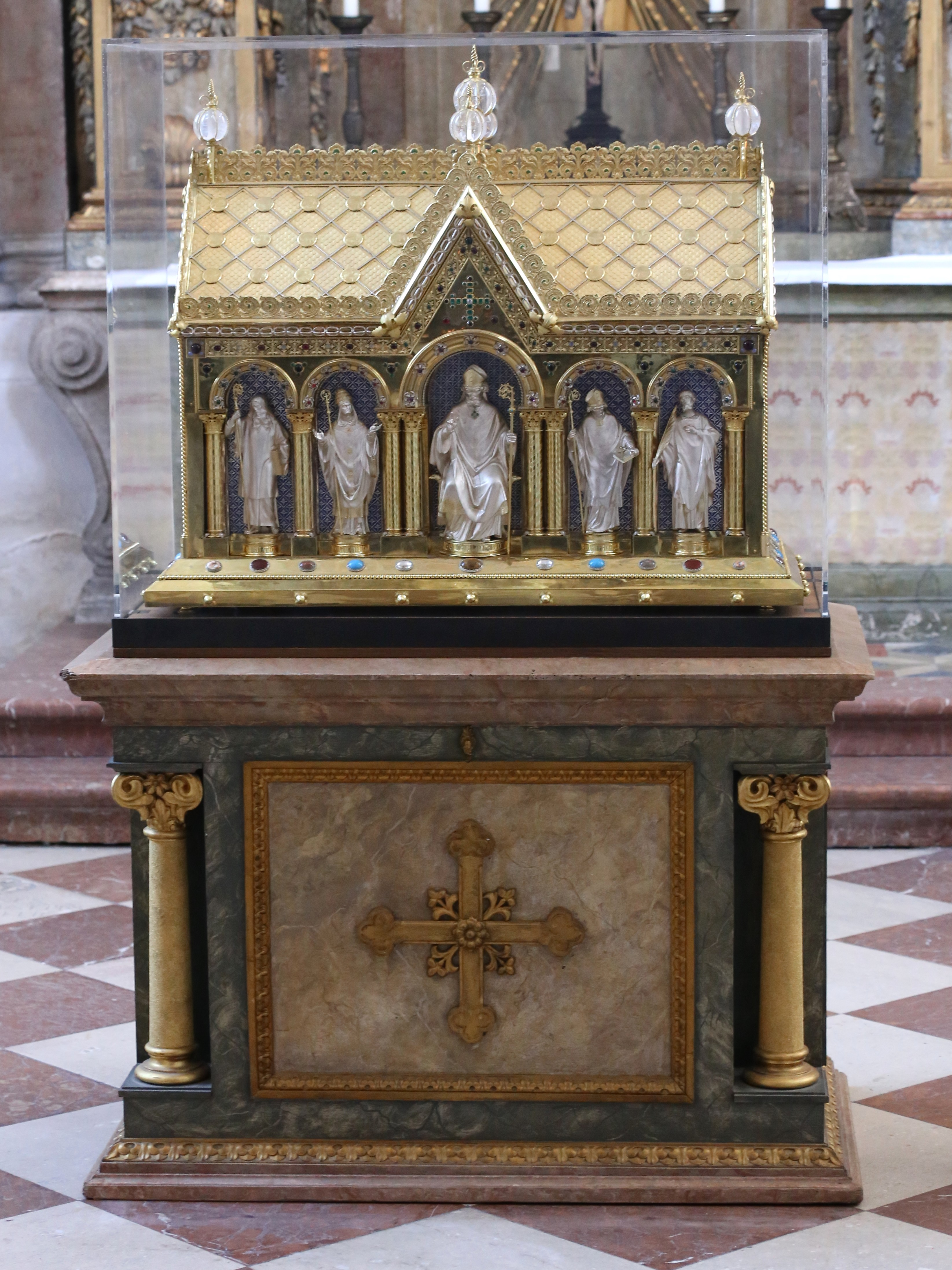
Schrein des hl. Korbinian in der Krypta
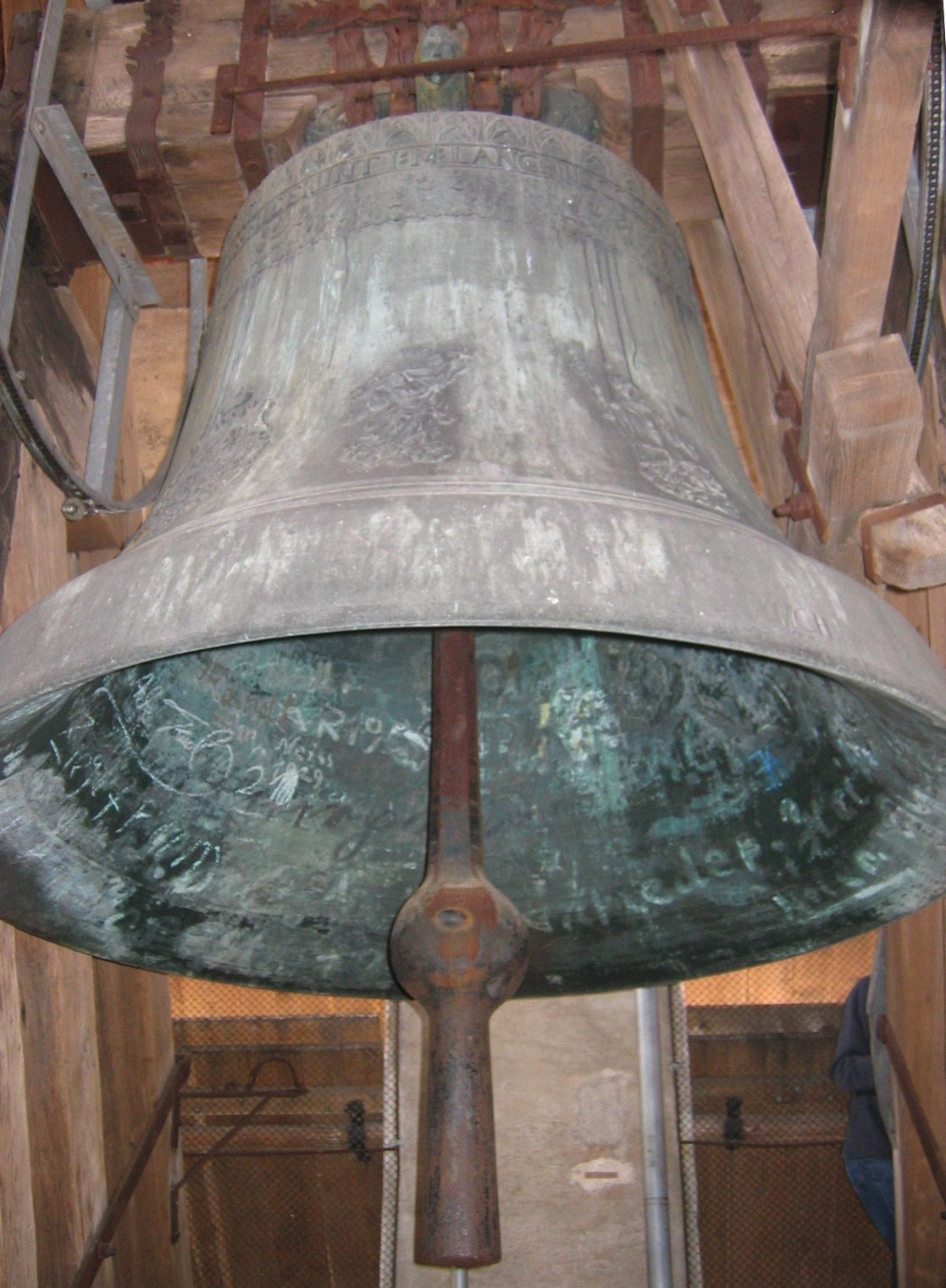
Die große Korbiniansglocke hängt in einem massiven Holzglockenstuhl
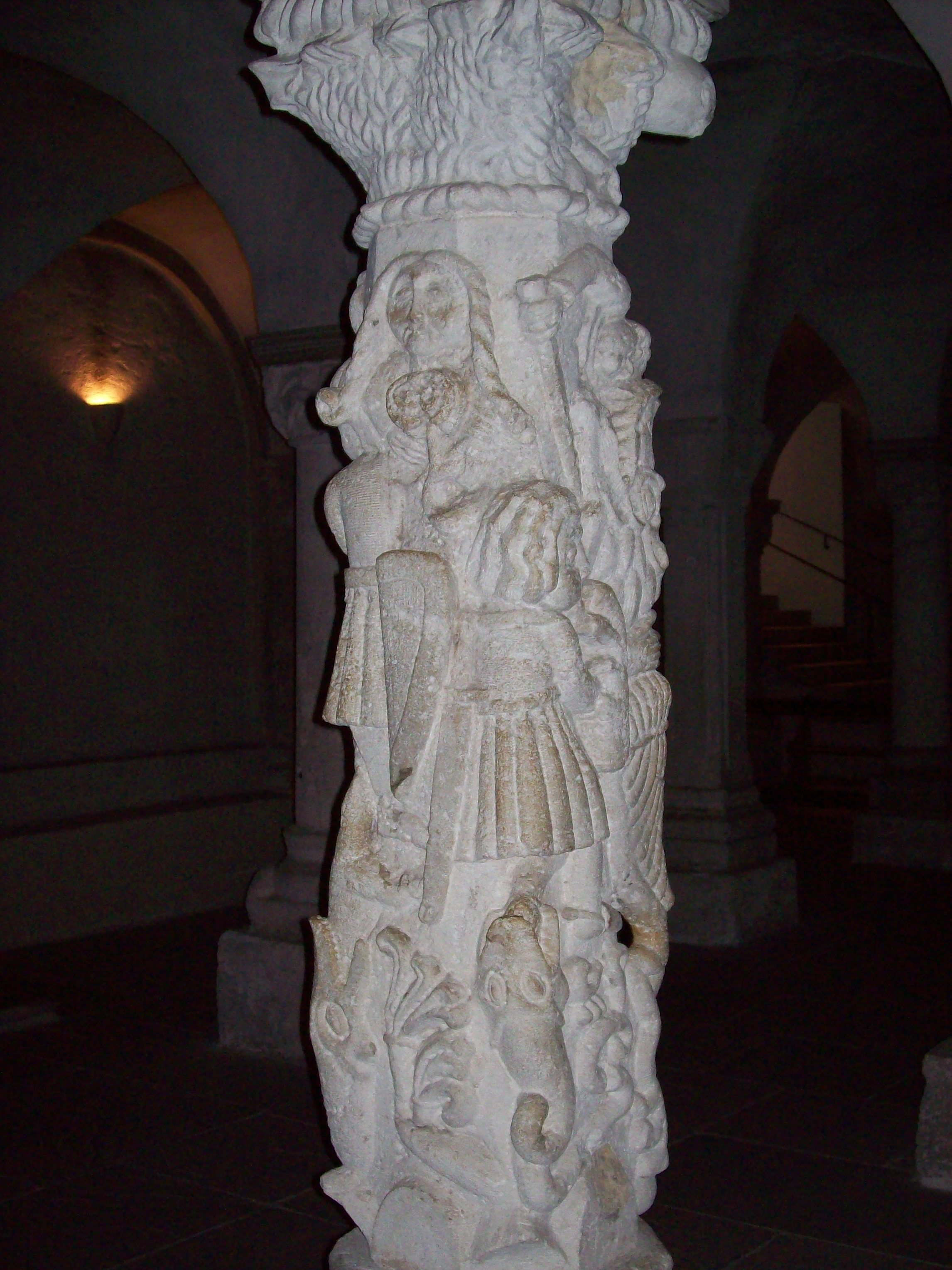
Freisinger Bestiensäule von Nordost
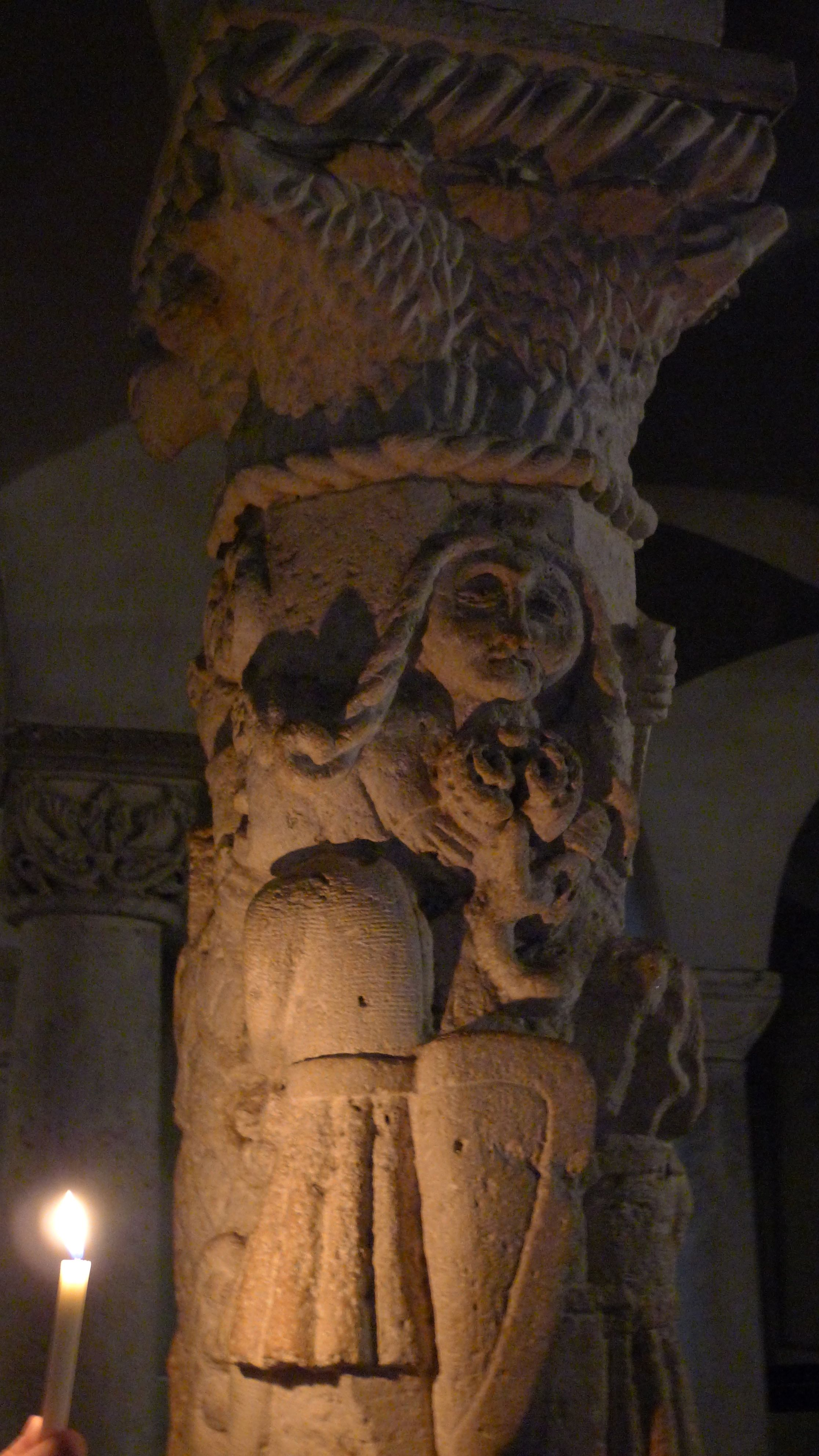
Bestiensäule in der Krypta des Freisinger Doms
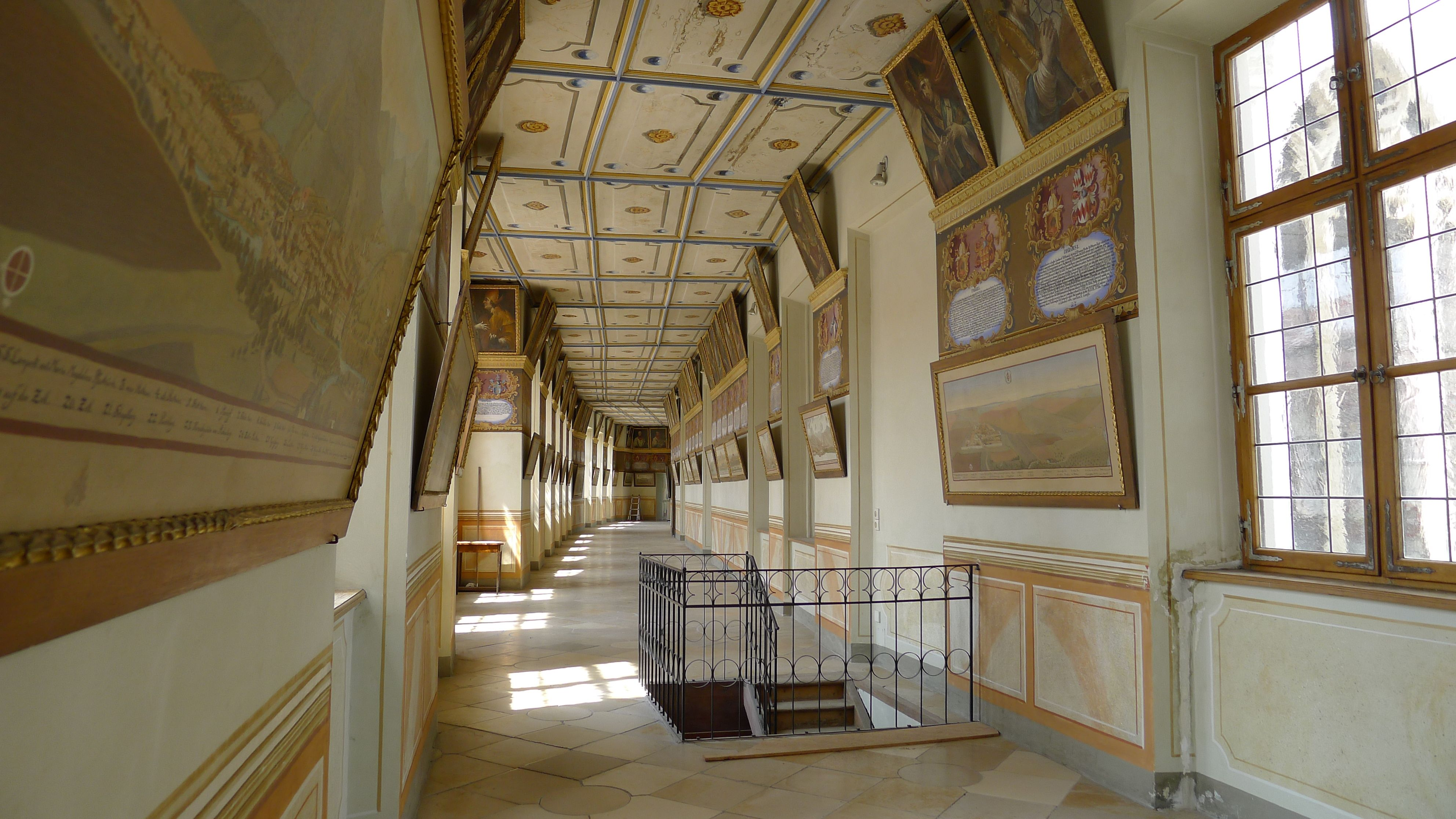
Fürstengang zwischen Fürstbischöflicher Residenz und Freisinger Dom
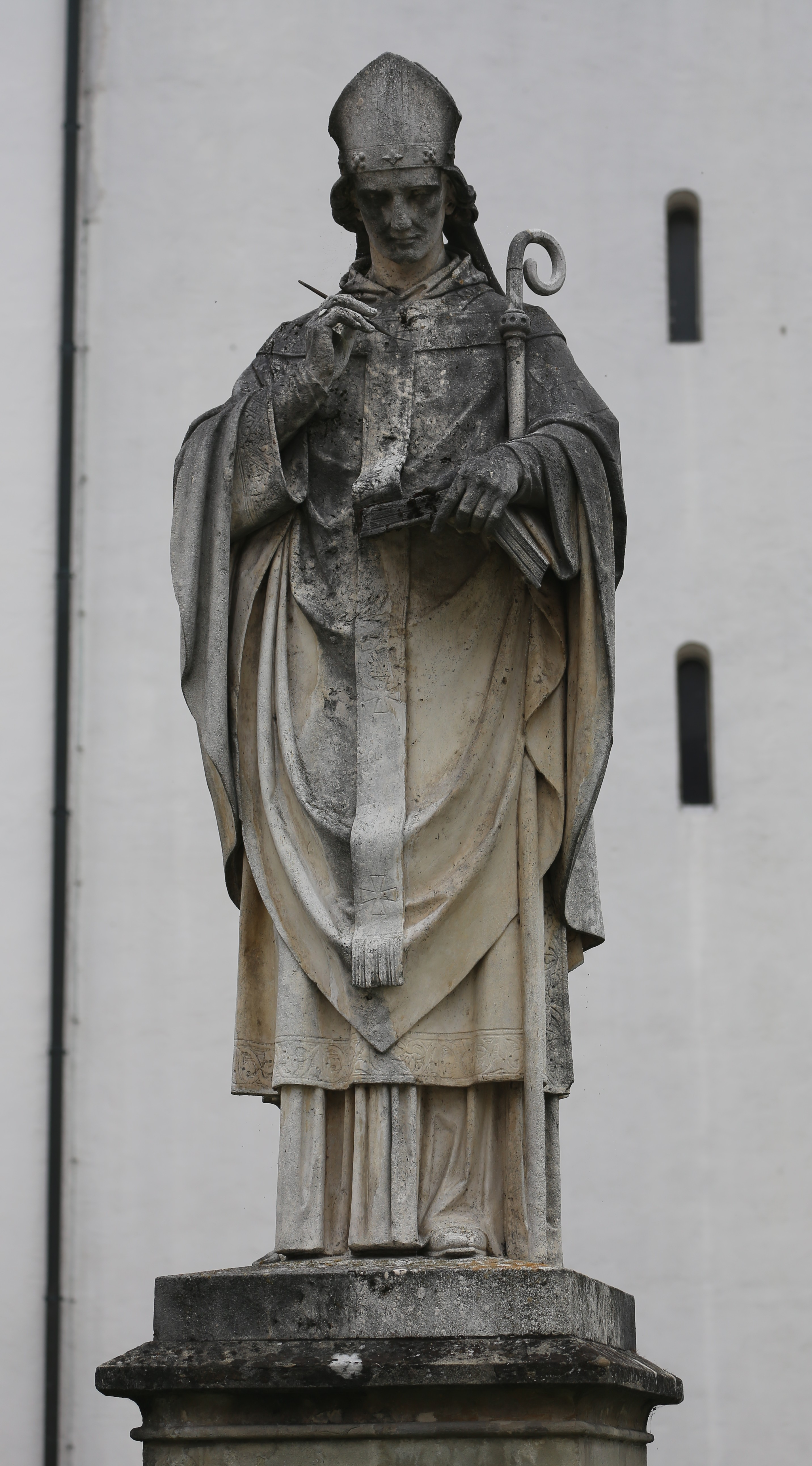
Otto von Freising